# Landesregierung Platter III
Die Landesregierung Platter III ist die Tiroler Landesregierung unter Landeshauptmann Günther Platter in der XVII. Gesetzgebungsperiode ab dem 28. März 2018. Sie wurde am 25. Oktober 2022 durch die Landesregierung Mattle abgelöst.

## Geschichte
Nach der Landtagswahl in Tirol am 25. Februar 2018, bei der die ÖVP ein Mandat hinzugewonnen hatte und damit auf 17 der 36 Mandate kam und die Grünen ein Mandat verloren hatten und auf vier Mandate kamen, führten die Sondierungs- und Koalitionsgespräche am 20. März 2018 zu einer Einigung der beiden Parteien auf einen Koalitionspakt und damit zu einer Fortsetzung ihrer bisherigen Zusammenarbeit. Die Regierung verfügt über eine Mehrheit von 21 der insgesamt 36 Mandate.
Am 21. März 2018 beschloss der Landesparteivorstand der Tiroler Volkspartei das mit den Grünen erarbeitete Regierungsprogramm einstimmig. Bei der ÖVP kam es zu keinen personellen Änderungen gegenüber der Landesregierung Platter II. Landeshauptmann Günther Platter, Landeshauptmann-Stellvertreter Josef Geisler sowie die Landesräte Beate Palfrader, Johannes Tratter, Patrizia Zoller-Frischauf und Bernhard Tilg verblieben im Amt. Als Landtagspräsidentin wurde die bisherige Bundesrätin Sonja Ledl-Rossmann gewählt, als Vizepräsident wurde Anton Mattle im Amt bestätigt.
Die Grünen Tirol stimmten ebenfalls am 21. März 2018 über eine erneute Regierungsbeteiligung ab. 106 der 124 Delegierten befürworteten eine Zusammenarbeit mit der ÖVP. Bei den Grünen folgte Gabriele Fischer Christine Baur als Landesrätin nach.
Änderungen gab es bei den Kompetenzen der Grünen Landesrätinnen, beispielsweise sollen die Umweltverträglichkeitsprüfungen für Kleinwasserkraftwerke von Ingrid Felipe (Grüne) hin zu Josef Geisler (ÖVP) wandern. Auch beim Naturschutz soll man nur mehr dort zuständig sein, wo keine Wasserkraft- und Beschneiungsanlagen betroffen sind.
Die konstituierende Sitzung des Tiroler Landtages fand am 28. März 2018 statt.

### Kontroversen und Regierungsumbildung
Am 4. Mai 2021 gaben Patrizia Zoller-Frischauf und Bernhard Tilg ihren Rücktritt als Landesräte bekannt. Zoller-Frischauf soll als Abgeordnete in den Landtag wechseln. Als Nachfolger wurden von der ÖVP Annette Leja als Gesundheitslandesrätin und Anton Mattle als Wirtschaftslandesrat designiert. Am 11. Mai 2021 wurden die beiden vom Landtag zu Landesräten gewählt.
Der Rücktritt Tilgs steht im Zusammenhang mit der Vergabe eines Auftrags des Landes Tirol an das Unternehmen HG Pharma im Wert von 8 Mio. Euro, welche ohne Ausschreibung erfolgte. Dem Chef von HG Pharma, Ralf Herwig, wurde zudem ein Berufsverbot ausgesprochen, nachdem er wegen Steuerhinterziehung und mehrfacher Körperverletzung in seiner Tätigkeit als Urologe verurteilt wurde. Am 5. Mai 2021, gleichzeitig mit der Bekanntgabe von Tilgs Nachfolger als Landesrat, kündigte Günther Platter an, auch den Vertrag mit HG Pharma aufzulösen.
Am 13. Juni 2022 gab Landeshauptmann Günther Platter bekannt, bei der nächsten Landtagswahl nicht mehr zu kandidieren, als Nachfolger wurde Anton Mattle designiert. Am 21. Juni 2022 kündigte auch Landesrätin Beate Palfrader an, nicht mehr zur Landtagswahl anzutreten. Nach der Landtagswahl kündigte Annette Leja ihren Rückzug aus der Politik an.

## Regierungsmitglieder
| Amt                                                     | Bild | Name                      | Partei | Partei | Zuständigkeitsbereiche |
| ------------------------------------------------------- | ---- | ------------------------- | ------ | ------ | --- |
| Landeshauptmann                                         |      | Günther Platter           |        | ÖVP    | Wahlen, Bundesstaats- und Verwaltungsreform, Landesgedächtnisstiftung, Südtirolangelegenheiten, Tourismusangelegenheiten, Personalangelegenheiten, Landesfinanzverwaltung, Förderungen, Beteiligungen des Landes an HYPO Tirol und TIWAG                           |
| 1. Landeshauptmann-Stellvertreter                       |      | Josef Geisler             |        | ÖVP    | Land- und Forstwirtschaft, Landesstraßen, Tiroler Versicherung, Wasserrecht und Wasserwirtschaft, Energiewesen, Sicherheitsverwaltung, Feuerwehrwesen, Sportangelegenheiten                                                                                        |
| 2. Landeshauptmann-Stellvertreterin                     |      | Ingrid Felipe             |        | GRÜNE  | Umwelt- und Klimaschutz, Naturschutz und Bergwacht, Abfallwirtschaft, Europäische Verkehrspolitik, Kraftfahrlinien und Verkehrsverbundangelegenheiten |
| Landesrätin                                             |      | Gabriele Fischer          |        | GRÜNE  | Mindestsicherung, Sozialberatung, Flüchtlingswesen, Grundversorgung, Fremdenrecht, Integration, Staatsbürgerschaftsangelegenheiten, Kinder- und Jugendhilfe, Frauenpolitik                                                                                         |
| Landesrätin                                             |      | Annette Leja              |        | ÖVP    | Gesundheit, Pflege- und Betreuungseinrichtungen, Wissenschaft und Forschung, SeniorInnen ab 11. Mai 2021, Nachfolgerin von Bernhard Tilg |
| Landesrat                                               |      | Anton Mattle              |        | ÖVP    | Wirtschaft und Industrie, Digitalisierung, Gesellschaften und Beteiligungen des Landes, Datenschutz, Informationsweiterverwendung, Seilbahnangelegenheiten, Angelegenheiten der Jugend-, Familienpolitik ab 11. Mai 2021, Nachfolger von Patrizia Zoller-Frischauf |
| Landesrätin                                             |      | Beate Palfrader           |        | ÖVP    | Schulwesen und Musikschulen, Jugendschutz, Kunst, Kultur, Denkmalschutz, Wohnungs- und Siedlungswesen, Wohnbauförderung, Arbeitsmarkt- und Arbeitnehmerförderung                                                                                                   |
| Landesrat                                               |      | Johannes Tratter          |        | ÖVP    | Verwaltung der Liegenschaften des Landes, Baurecht, Landesstatistik, Tiroler Raumordnungsinformationssystem TIRIS, Gemeindeangelegenheiten, Landeskraftwagenverwaltung, Schützen- und Traditionswesen; Kriegsgräberfürsorge                                        |
| Vorzeitig ausgeschiedene Mitglieder der Landesregierung |      |                           |        |        | |
| Landesrat                                               |      | Bernhard Tilg             |        | ÖVP    | Gesundheitspolitik, Gesundheitswesen, Heimgesetz, Universitätsangelegenheiten, Fachhochschulen Rücktritt bekanntgegeben am 4. Mai 2021 |
| Landesrätin                                             |      | Patrizia Zoller-Frischauf |        | ÖVP    | Gewerbe und Industrie, Wirtschaftsförderungen, Gesellschaften und Beteiligungen des Landes, Datenschutz, Seilbahnangelegenheiten, Jugendschutz Rücktritt bekanntgegeben am 4. Mai 2021                                                                             |